# Зеяб Авана
Зеяб Авана (араб. ذياب عوانة; нар. 6 липня 1990, Абу-Дабі — пом. 25 вересня 2011, Абу-Дабі) — еміратський футболіст, що грав на позиції півзахисника.
Виступав за клуб «Баніяс», а також національну збірну ОАЕ.

## Клубна кар'єра
У дорослому футболі дебютував 2007 року виступами за команду клубу «Баніяс», кольори якої і захищав протягом усієї своєї кар'єри гравця, що протривала лише п'ять років. 
Загинув 25 вересня 2011 року на 22-му році життя у місті Абу-Дабі внаслідок дорожньо-транспортної пригоди.

## Виступи за збірні
У складі юнацької збірної ОАЕ, взяв участь у 12 іграх на юнацькому рівні, відзначившись 2 забитими голами.
У 2009 році дебютував в офіційних матчах у складі національної збірної ОАЕ. Протягом кар'єри у національній команді, яка тривала 3 роки, провів у формі головної команди країни 18 матчів, забивши 5 голів.
У складі збірної був учасником кубка Азії з футболу 2011 року у Катарі.

## Титули і досягнення
- Переможець Юнацького (U-19) кубка Азії: 2008
- Срібний призер Азійських ігор: 2010